# Magí Morera i Feixas
Magí Morera i Feixas (Castelltallat, Sant Mateu de Bages, Barcelona, 16 de novembre de 1908 - Barcelona, 28 de juny de 1984) fou un prevere, superior de la congregació dels Fills de la Sagrada Família. El 9 d'octubre de 2017 el Papa Francesc el declarà venerable. Continua en marxa el seu procés de beatificació.

## Biografia
Magí fou l'últim dels dotze fills de la família, i quedà orfe de pare als 17 mesos. Educat en la fe cristiana, aviat va tenir clara la seva vocació eclesiàstica. Va estudiar al col·legi d'orfes pobres de Sant Julià de Vilatorta dels Fills de la Sagrada Família i, atret per la congregació, hi volgué ingressar, cosa que feu el 25 de setembre de 1925.
La consagració solemne fou el 8 d'agost de 1933 i fou ordenat sacerdot el mateix any, l'1 de novembre, a Tortosa. Va anar al col·legi de Blanes, on feia la formació dels seminaristes menors de la congregació fins que la persecució religiosa de 1936 l'obligà a amagar-se a Manresa. Sense descobrir públicament la seva condició religiosa, va fundar-hi una escola privada on feia instrucció catòlica a nens i joves. El seu superior l'obligà a marxar a França; treballà al port de Marsella, on guanyà diners per poder marxar a Roma.
A Roma, va col·laborar en la fundació d'una casa de formació a Palmoli (Chieti), on fou mestre de novicis i superior de la comunitat. Entre 1938 i 1953 va exercir com a sacerdot en diversos pobles dels Abruços i a Roma. El 1953 va fundar la parròquia de Santa Bibiana a Roma, i en fou el rector fins al 1958. Fou nomenat llavors superior de la congregació dels Fills de la Sagrada Família, càrrec que ocupà fins al 1969 i després novament entre 1975 i 1981. Va treballar per la congregació i per la difusió de la devoció envers la Sagrada Família, promovent la construcció d'un temple a Roma.
De retorn a Espanya, va fundar la parròquia de Jesús de Nazaret a Madrid, que dirigí fins al 1975. A Curitiba (Brasil) fou rector a la parròquia de Santa María Goretti de Curitiba en 1982. Va morir de càncer a Barcelona, en 1984, en llaor de santedat.

## Veneració
Fou sebollit al Cementiri de les Corts de Barcelona; les restes foren traslladades anys després a la Parròquia de Sant Josep Manyanet de Barcelona, a la cripta de la qual reposen. La diòcesi de Barcelona va començar el procés de beatificació en novembre de 2003; acabada l'enquesta diocesana en 2007, continua el seu procés de beatificació, havent estat declarat servent de Déu. El 9 d'octubre de 2017 el Papa Francesc el declarà venerable.